# Casalvecchio di Puglia
Casalvecchio di Puglia – miejscowość i gmina we Włoszech, w regionie Apulia, w prowincji Foggia.
Według danych na rok 2004 gminę zamieszkiwało 2167 osób, 69,9 os./km².